# Olof Gjöding
Olof Justinius Gjöding, född 1717, död 1767, var en präst, lärare och författare, verksam i Stockholm på 1750-talet. Olof Gjödingsgatan på Kungsholmen i Stockholm är uppkallad efter honom.